# Vittorio Di Prima
Vittorio Di Prima (Palermo, 19 luglio 1941 – Roma, 9 febbraio 2016) è stato un attore, doppiatore e direttore del doppiaggio italiano.

## Biografia
Diplomato all'Accademia d'arte drammatica "Silvio d'Amico", al cinema ha interpretato, tra gli altri, Primo tango a Roma - Storia d'amore e d'alchimia (1973) e RDF - Rumori di fondo (1996), mentre in televisione ha lavorato in alcuni sceneggiati televisivi come E le stelle stanno a guardare (1971), La piovra 7 - Indagine sulla morte del commissario Cattani (1994) e Primo cittadino (1998). 
Attivo nel mondo del doppiaggio fin dagli anni settanta, ha doppiato attori come Morgan Freeman, Philippe Noiret, Anthony Quinn, Marlon Brando, Robert Duvall, Leonard Nimoy e Carl Weathers. Ha dato la voce anche a Pietro Gambadilegno dal 1984 al 1988 (dal 1993 al 2010 viene doppiato da Massimo Corvo). Dal 2011 al 2014 ha dato la voce ad Animal sostituendo Francesco Vairano, per poi essere rimpiazzato a sua volta in tale ruolo, dopo la sua morte, da Paolo Marchese.

### Vita privata
Era sposato con la collega Ada Maria Serra Zanetti.
È morto a Roma il 9 febbraio 2016, all'età di 74 anni, per una grave malattia.

## Doppiaggio

### Cinema
- Anthony Quinn in I figli di Sanchez, Los amigos, Stradivari, Hercules e le donne amazzoni, Hercules e il regno perduto, Hercules e il cerchio di fuoco, Hercules nell'inferno degli dei, Hercules nel labirinto del Minotauro, Hercules, Il profumo del mosto selvatico, Avenging Angelo - Vendicando Angelo
- Morgan Freeman in Robin Hood - Principe dei ladri, Reazione a catena, Drug War - L'ora della vendetta, The Contract, Un'impresa da Dio, Gone Baby Gone, Wanted - Scegli il tuo destino, Red, Attacco al potere - Olympus Has Fallen
- Louis Gossett Jr. in Carolina Skeleton, Ufficiale e gentiluomo, Lo squalo 3, L'amico silenzioso, Fermate ottobre nero, Air Force - Aquile d'acciaio, Per amore di Olivia, Solar Attack, Smitty - Un amico a quattro zampe
- Philippe Noiret in Nuovo Cinema Paradiso, Uranus, La domenica specialmente, Max e Jeremie devono morire, Niente baci sulla bocca
- Leonard Nimoy in Star Trek, Star Trek II: L'ira di Khan, Rotta verso la Terra
- Delroy Lindo in Get Shorty, Clockers, Due mariti per un matrimonio, Ransom - Il riscatto, Fuori in 60 secondi, Il colpo, The Exonerated - Colpevole fino a prova contraria
- Jon Voight in Testimone involontario, Holes - Buchi nel deserto
- Ben Gazzara in Happiness - Felicità, Gli occhi della vita, Dogville
- Carl Weathers in Rocky II, Rocky III, Predator, Forza 10 da Navarone
- Marlon Brando in The Score
- David Morris in La fabbrica di cioccolato
- Robert Duvall in Lightship - La nave faro
- James Earl Jones in Radici - Le nuove generazioni, Soul Man
- Sidney Poitier in The Jackal
- George C. Scott in L'esorcista III
- Omar Sharif in Mayrig, Quella strada chiamata paradiso
- Robert Loggia in La vendetta della Pantera Rosa
- Donald Sutherland in The Italian Job, La migliore offerta
- Burt Young in Mickey occhi blu
- Mel Brooks in Alta tensione
- Jerry Stiller in Zoolander
- Samuel L. Jackson in Kill Bill: Volume 2
- Harvey Korman in Dracula morto e contento
- Joe Viterelli in Amore a prima svista
- Richard Crenna ne Il fuggitivo della missione impossibile
- Burt Lancaster in La bottega dell'orefice
- Matt Murphy in The Blues Brothers
- James Coburn e James Belushi in Snow Dogs - 8 cani sotto zero
- George Kennedy in Una pallottola spuntata 2½ - L'odore della paura, Una pallottola spuntata 33⅓ - L'insulto finale
- Fernando Rey in 1492 - La conquista del paradiso
- Roy Dotrice in Amadeus
- Bruce McGill in Cinderella Man - Una ragione per lottare
- Peter Ustinov in Alice nel Paese delle Meraviglie
- Pete Postlethwaite in Romeo + Giulietta di William Shakespeare
- Richard Bright in C'era una volta in America (primo doppiaggio)
- Frank Gio in C'era una volta in America (entrambi i doppiaggi)
- Chris Cooper in American Beauty
- O'Neal Compton in Nell
- Michael Ironside in Delitto + castigo a Suburbia, L'uomo senza sonno
- Maury Chaykin in L'arte della guerra
- Judd Hirsch in Independence Day
- Jason Robards in Per fortuna c'è un ladro in famiglia, Nemico pubblico
- Alex Rocco in Prima o poi mi sposo
- Takeshi Kitano in Battle Royale
- Charles S. Dutton in Alien³
- Sammo Hung in Ip Man 2
- Joe Seneca in Silverado
- Claude Rains in L'uomo invisibile
- Bill Nunn in La leggenda del pianista sull'oceano
- Alex Karras in Victor Victoria
- J. D. Cannon in Nick mano fredda
- Chad Everett in Psycho
- Henning Moritzen in Festen - Festa in famiglia
- Voce narrante in Non aprite quella porta

### Serie televisive
- Louis Gossett Jr. in Resurrection Blvd., Boardwalk Empire - L'impero del crimine, Madam Secretary
- James Arness in La legge di McClain
- Burt Lancaster in Padri e figli
- Leonard Nimoy in Missione Impossibile
- Dabney Coleman in The Guardian, Courting Alex
- Carl Weathers in L'ispettore Tibbs
- Dick Van Dyke in Le pazze storie di Dick Van Dyke
- Tom Bosley in La signora in giallo
- Rex Linn e H. M. Wynant in I ragazzi della prateria
- Anthony Quinn in Hercules
- Mark Margolis in Oz
- Lee J. Cobb in Il Virginiano
- Michael Landon in La casa nella prateria, Autostop per il cielo
- Lionel Stander in Cuore e batticuore
- Karl Malden in Le strade di San Francisco
- James B. Sikking in Hill Street giorno e notte
- Willie C. Carpenter in Devious Maids - Panni sporchi a Beverly Hills
- Joseph Mascolo in Beautiful (2ª voce)
- Cláudio Corrêa e Castro in Dancin' Days

### Film d'animazione
- Biancaneve e i sette nani - Eolo e il cacciatore (ed. 1972)
- Barbie - Lago dei cigni - Erasmus
- I racconti di Terramare - Sparviere
- Canto di Natale: Jacob Marley
- El Cid - La leggenda - Gormaz
- I Magotti e la pentola magica - Voce narratore
- Valiant - Piccioni da combattimento - Sergente Monty
- Ant Bully - Una vita da formica - Capo consiglio
- Monsters & Co. - Henry J. Waternoose
- The Country Bears - I favolorsi - Ted Bedderhead
- Cars - Motori ruggenti - Sceriffo
- Lupin III - La pietra della saggezza - Gordon (primo doppiaggio) - Mamoo (secondo doppiaggio)
- Lupin III - La leggenda dell'oro di Babilonia - Kovalski
- Lupin III - Spada Zantetsu, infuocati! - Chin Chin Chu (primo doppiaggio)
- TMNT - Maestro Splinter
- I Muppet e Muppets 2 - Ricercati - Animal
- Barbie Raperonzolo - Drago Hugo

### Serie animate
- Due fantagenitori - Jorgen Von Strangle (st. 4)
- Muppet Show - Sam l'aquila
- Ranma ½ - Genma Saotome (ep. 31-125; doppiaggio Dynamic)
- Lulù l'angelo tra i fiori - Dundun
- Sampei - Alaska Grizzly e Joji
- Daitarn 3 - Tutti i comandanti maschi (primo doppiaggio)
- Eureka Seven - Braya
- La Pimpa (1982) - Armando (1ª voce)
- Sonic X - Presidente degli USA
- Sam il ragazzo del West - Win
- Peline Story - Edmond, Locandiere, Gregoric, padre di Gregoric, nonno.
- Le avventure di Lupin III (ridoppiaggio) - Mister X e voci aggiuntive
- Lupin, l'incorreggibile Lupin - Antagonisti principali
- C'era una volta... Pollon - Il grande Dio anziano
- Lo strano mondo di Minù - Piti il postino
- Getta robot - Imperatore Gaul
- UFO Robot Goldrake (ridoppiaggio) - Hydargos
- Spike Team - Luther
- Slayers (doppiaggio Shin Vision) - Philionel di Seyruun